# Coppa del Mondo juniores di slittino 2001
La Coppa del Mondo juniores di slittino 2000/01, ottava edizione della manifestazione organizzata dalla Federazione Internazionale Slittino, è iniziata il 2 dicembre 2000 a Igls, in Austria e si è conclusa il 4 febbraio 2001 a Winterberg, in Germania. Si sono disputate quindici gare: cinque nel singolo uomini, nel singolo donne e nel doppio in cinque differenti località.
L'appuntamento clou della stagione sono stati i campionati mondiali juniores 2001 disputatisi sulla pista olimpica di Lillehammer, in Norvegia, competizione non valida ai fini della Coppa del Mondo.

## Risultati

### Singolo uomini
| Data                | Località             | Nazione  | Primo classificato    | Secondo classificato   | Terzo classificato           |
| ------------------- | -------------------- | -------- | --------------------- | ---------------------- | ---------------------------- |
| 2-3 dicembre 2000   | Igls                 | Austria  | David Möller Germania | Anton Hörhager Austria | Andrew McConnell Stati Uniti |
| 9-10 dicembre 2000  | Schönau am Königssee | Germania | David Möller Germania | Jan Eichhorn Germania  | Denis Bertz Germania         |
| 15-16 dicembre 2000 | Oberhof              | Germania | David Möller Germania | Jan Eichhorn Germania  | Denis Bertz Germania         |
| 13-14 gennaio 2001  | Altenberg            | Germania | David Möller Germania | Jan Eichhorn Germania  | Patrick Schürer Germania     |
| 3 febbraio 2001     | Winterberg           | Germania | David Möller Germania | Jan Eichhorn Germania  | Patrick Anderson Stati Uniti |

### Singolo donne
| Data                | Località             | Nazione  | Prima classificata       | Seconda classificata        | Terza classificata          |
| ------------------- | -------------------- | -------- | ------------------------ | --------------------------- | --------------------------- |
| 2-3 dicembre 2000   | Igls                 | Austria  | Anja Huber Germania      | Nina Reithmayer Austria     | Corinna Martini Germania    |
| 9-10 dicembre 2000  | Schönau am Königssee | Germania | Anja Huber Germania      | Julia Schäfer Germania      | Corinna Martini Germania    |
| 15-16 dicembre 2000 | Oberhof              | Germania | Corinna Martini Germania | Nina Reithmayer Austria     | Sabine Würtenberger Austria |
| 13-14 gennaio 2001  | Altenberg            | Germania | Tatjana Hüfner Germania  | Nicole Oliveira Stati Uniti | Julia Schäfer Germania      |
| 4 febbraio 2001     | Winterberg           | Germania | Tatjana Hüfner Germania  | Corinna Martini Germania    | Maria Feichter Italia       |

### Doppio
| Data                | Località             | Nazione  | Primi classificati                         | Secondi classificati                       | Terzi classificati                         |
| ------------------- | -------------------- | -------- | ------------------------------------------ | ------------------------------------------ | ------------------------------------------ |
| 2-3 dicembre 2000   | Igls                 | Austria  | Patrick Anderson Brian Wohlleb Stati Uniti | Yukio Griffall Dan Joye Stati Uniti        | Steffen Reuter Denis Knößl Germania        |
| 9-10 dicembre 2000  | Schönau am Königssee | Germania | Yukio Griffall Dan Joye Stati Uniti        | Jozef Ninis Adam Cech Slovacchia           | Patrick Anderson Brian Wohlleb Stati Uniti |
| 15-16 dicembre 2000 | Oberhof              | Germania | Patrick Anderson Brian Wohlleb Stati Uniti | Yukio Griffall Dan Joye Stati Uniti        | Steffen Reuter Denis Knößl Germania        |
| 13-14 gennaio 2001  | Altenberg            | Germania | Christian Pfalz Martin Biedermann Germania | Patrick Anderson Brian Wohlleb Stati Uniti | Yukio Griffall Dan Joye Stati Uniti        |
| 4 febbraio 2001     | Winterberg           | Germania | Patrick Anderson Brian Wohlleb Stati Uniti | Christian Pfalz Martin Biedermann Germania | Steffen Reuter Denis Knößl Germania        |

## Classifiche

### Singolo uomini
| Pos. | Nome             | Nazione     | IGL | KÖN | OBE | ALT | WIN | Totale |
| ---- | ---------------- | ----------- | --- | --- | --- | --- | --- | ------ |
| 1    | David Möller     | Germania    | 1   | 1   | 1   | 1   | 1   | 500    |
| 2    | Jan Eichhorn     | Germania    | -   | 2   | 2   | 2   | 2   | 340    |
| 3    | Denis Bertz      | Germania    | 12  | 3   | 3   | 6   | 7   | 268    |
| 4    | Andrew McConnell | Stati Uniti | 3   | 5   | 9   | 14  | 6   | 242    |
| 5    | Patrick Anderson | Stati Uniti | 10  | 12  | 8   | 4   | 3   | 240    |

### Singolo donne
| Pos. | Nome            | Nazione     | IGL | KÖN | OBE | ALT | WIN | Totale |
| ---- | --------------- | ----------- | --- | --- | --- | --- | --- | ------ |
| 1    | Corinna Martini | Germania    | 3   | 3   | 1   | 4   | 2   | 385    |
| 2    | Anja Huber      | Germania    | 1   | 1   | 4   | 5   | 5   | 370    |
| 3    | Nicole Oliveira | Stati Uniti | 5   | 5   | 5   | 2   | 4   | 310    |
| 3    | Tatjana Hüfner  | Germania    | 6   | 4   | DNS | 1   | 1   | 310    |
| 5    | Nina Reithmayer | Austria     | 2   | 7   | 2   | 9   | 7   | 301    |

### Doppio
| Pos. | Nome                              | Nazione     | IGL | KÖN | OBE | ALT | WIN | Totale |
| ---- | --------------------------------- | ----------- | --- | --- | --- | --- | --- | ------ |
| 1    | Patrick Anderson Brian Wohlleb    | Stati Uniti | 1   | 3   | 1   | 2   | 1   | 455    |
| 2    | Yukio Griffall Dan Joye           | Stati Uniti | 2   | 1   | 2   | 3   | 4   | 400    |
| 3    | Jozef Ninis Adam Cech             | Slovacchia  | 6   | 2   | 5   | 4   | 7   | 296    |
| 4    | Christian Pfalz Martin Biedermann | Germania    | 8   | -   | 9   | 1   | 2   | 266    |
| 5    | Steffen Reuter Denis Knößl        | Germania    | 3   | -   | 3   | 5   | 3   | 265    |